# 贝贾亚省
贝贾亚省是阿尔及利亚北部的一个省，首府贝贾亚。境內有古拉亞國家公園。公園內有灵长目動物巴巴里獼猴，它是一種瀕危物種。